# Oro nativo
El oro nativo es un mineral de la clase de los minerales elementos, y dentro de esta pertenece al llamado “grupo del cobre”. Fue descubierta en tiempos prehistóricos, siendo nombrada en español del latín aurus.

## Características químicas
Es en su mayor parte oro puro -más del 99%-, comúnmente con impurezas de plata, cobre, hierro y mercurio, más raramente con otros muchos elementos, que cristaliza en el sistema cristalino cúbico o isométrico.
Forma dos series de solución sólida, una de ellas en la que la sustitución gradual del oro por plata, perfectamente mezclables al tener tamaño parecido y cristalizar ambos en sistema isométrico, va dando minerales intermedios con distintas proporciones: cuando ambos elementos se encuentran entre un 20% a 80% se denomina a este mineral crisoargirita o electrum, si el oro es más de 80% se denomina oro-argentífero y si el oro es menos del 20% se denomina plata-áurica. Una segunda serie es la que forma con la sustitución de oro por paladio, que suele llevar impurezas de platino.

## Yacimientos
Se encuentra ampliamente extendido por todo el mundo en muy pequeña cantidad en rocas de diversos tipos, así como en el agua marina. Aparece en vetas de origen epitermal por fumarolas, típicamente en vetas de cuarzo con pirita y otros minerales sulfuros y telururos; también en rocas pegmatitas volcánicas y depósitos de rocas metamórficas de contacto, a veces en pláceres de ríos en forma de pepita de oro.
Suele encontrarse asociado a otros minerales como: pirita, calcopirita, arsenopirita, pirrotina, silvanita, krennerita, calaverita, altaíta, tetradimita, scheelita, ankerita, turmalina o cuarzo.

## Usos
Usos industriales: conductor eléctrico, recubrimientos reflectantes, en joyería y objetos decorativos, en electrónica e industria aeroespacial por su conductibilidad, como patrón monetario, etc. Es un metal precioso fácilmente extraído como metal nativo, por lo que el oro nativo fue usado desde la prehistoria por su belleza, resistencia al ataque químico y por su facilidad para ser trabajado.